# Läfsa

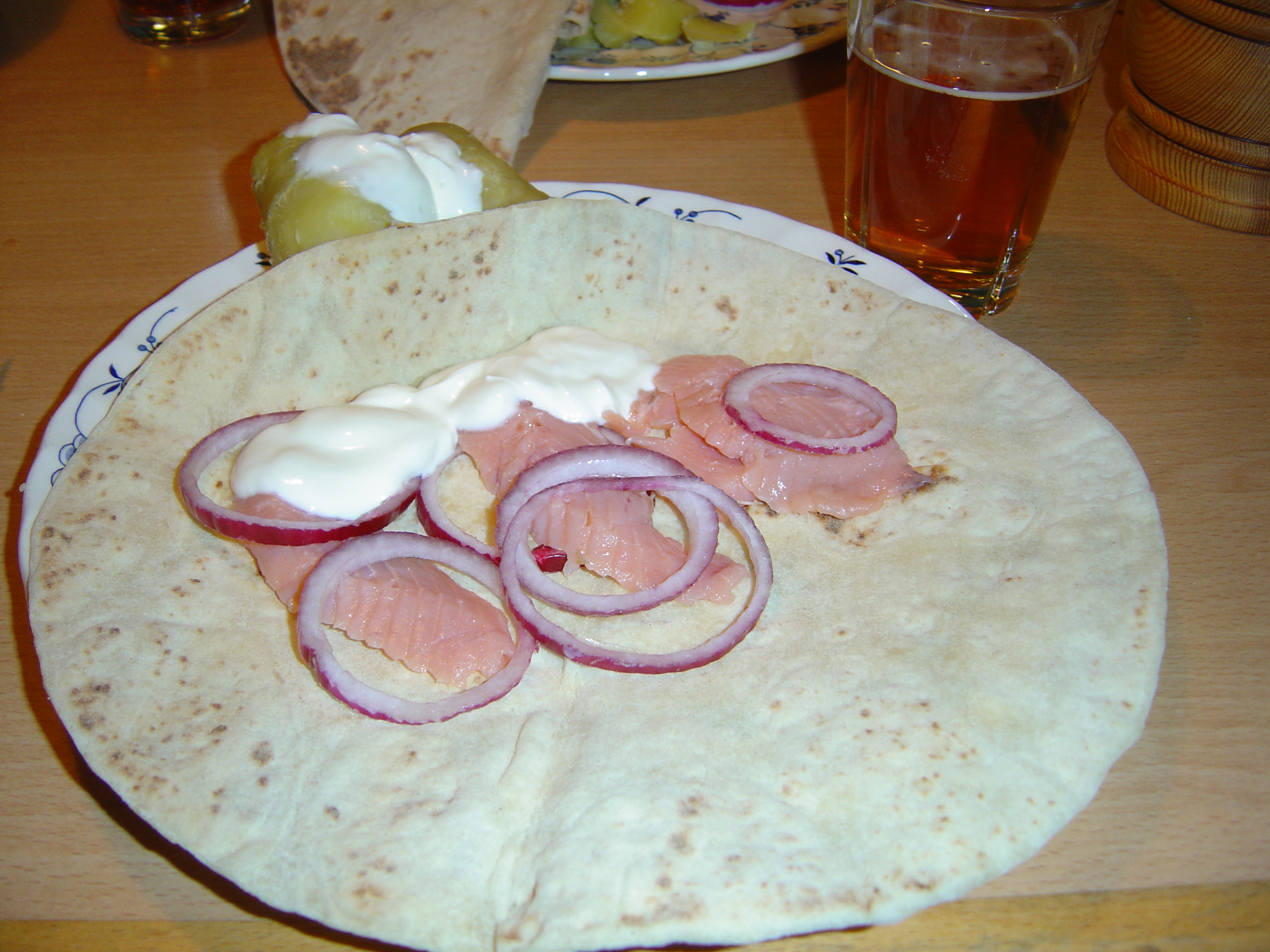
Läfsa med rakfisk.

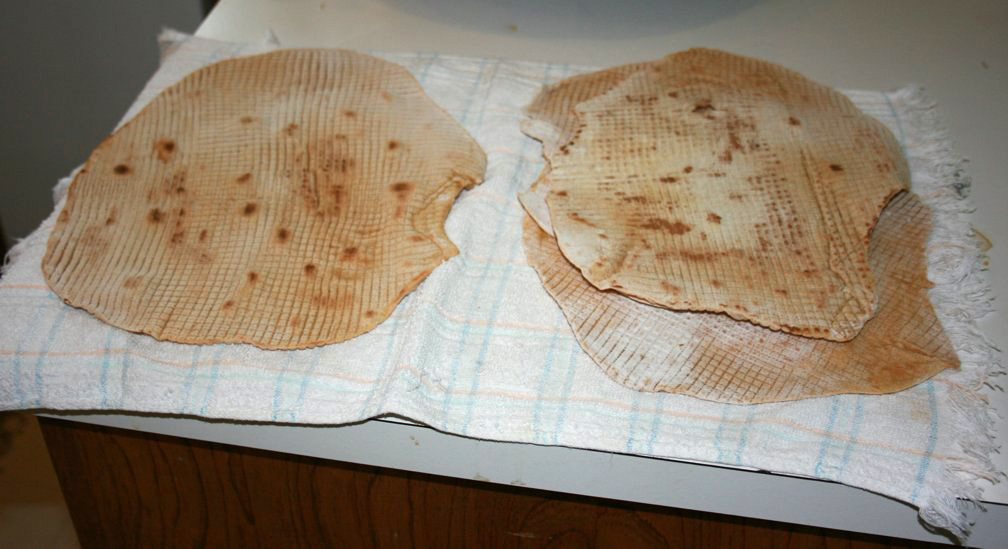
Hardangerlefse.

Läfsa eller löfsa, regionalt även lefsa, lävse (norska: lefse, lefsa) är ett i framför allt Norge vanligt ojäst, mjukt tunt bröd. Den förekommer också i Sverige, till exempel i Värmland. Ordet härrör begreppet lev (brödkaka) som är kognat med engelska: loaf (”limpa”), båda hörande ett gammalt germanskt rotord för brödkaka och dito.
Läfsor görs av potatis eller vetemjöl eller båda. Läfsor ingår i den traditionella matkulturen i Norge och på andra ställen i Skandinavien. Olika recept och olika namn används på olika ställen. Söta läfsor äts ofta som rullar eller tillsammans med sylt eller ost eller socker och kanel. 

## Potatisläfsor
I Øst- och Vestlandet och i Trøndelag i Norge gräddas potatisläfsor. De används i stället för bröd, och kan kompletteras med både saltmat som torkad och saltad skinka eller ost, eller med söt mat som brunost, socker och kanel. Potatisläfsan serveras också i Norge till traditionell rakfisk. Läfsor används idag också som wraps och fyllas med till exempel kallrökt lax och philadelphiaost.
Läfsan bakas ut till runda plattor som gräddas i en pannkakslagg eller på ett stekbord.

## Söta läfsor
På Vestlandet och i Nordnorge används läfsa som benämning på ett sött bakverk, som äts som kaffebröd. På Østlandet och i Trøndelag har dessa andra namn, som "kling" i Buskerud och "lems" eller "klenning" i Trøndelag. De finns i många regionala varianter, till exempel:
- Møsbrømlefse är läfsa som äts varm. Den förekommer i Salten, bakas av grovt mjöl och serveras med "søvvel", en sås av smält brunost och rømme
- Krinalefse är en annan nordnorsk läfsa som "krines", det vill säga att det görs ett streckat mönster med en "krine", ett slags redskap. Den fylls gärna med den norska ostmassan gomme eller vanligare med en smör-, socker- och kanelblandning.
- Gnikkalefse är en nordnorsk läfse som är bestruken med ett vitt lager på ovansidan, bestående av smör, socker och kanel.
- Mørlefser finns över stora delar av Nordnorge. Läfsor smörbestrykes två och två och läggs ihop. Det kan vara flera tunna lager med smör-, socker-, kanel- eller brunostbestrykning. Numera fryses de ibland in i 30-40 centimeter långa rektangulära bitar, som sedan skärs i mindre bitar och äts som kaffebröd.
- Kling kommer från Buskerud och är två lövtunna lager av en rund läfsa som bestrukits med smör och socker, samt skuren i kakbitar.